# Will Brown
Will Brown (31 dicembre 1991) è un tiratore a segno statunitense, che ha rappresentato gli Stati Uniti ai Giochi olimpici di Rio de Janeiro 2016.
Si è classificato al 10º posto nella pistola libera 50 metri ed al 12º posto nella pistola aria compressa 10 metri.